# Рудаковское сельское поселение
Рудаковское сельское поселение — муниципальное образование в Белокалитвинском районе Ростовской области.
Административный центр поселения — хутор Ленина.

## Административное устройство
В состав Рудаковского сельского поселения входят:
- хутор Ленина,
- хутор Рудаков.

## Население
| 2010  | 2012  | 2013  | 2014  | 2015  | 2016  | 2017  |
| ----- | ----- | ----- | ----- | ----- | ----- | ----- |
| 2880  | ↘2764 | ↘2693 | ↘2632 | ↘2604 | ↘2586 | ↘2545 |
| 2018  | 2019  | 2020  | 2021  |       |       |       |
| ↘2492 | ↘2439 | ↘2422 | ↘2368 |       |       |       |